# Pomnik poległych w Wojnowicach
Pomnik poległych w Wojnowicach (Kriegerdenkmal) – pomnik ku czci mieszkańców wsi Wojnowice poległych podczas działań I wojny światowej w latach 1914-18. Pomnik wykonany z granitu znajduje się na terenie przykościelnym obok przystanku autobusowego w Wojnowicach (gm. Czernica). Na pomniku wyryto listę zawierającą nazwiska, imiona oraz datę śmierci poległych:
1. Glodek Ernst 3.03.1915
2. Vogel Anton 3.4.1915
3. Butzek Johann 22.04.1915
4. Geldner Paul 16.05.1915
5. Wilzek Gustav 19.08.1916
6. Skripalle Bruno 20.08.1916
7. Kupke Paul 1.11.1916
8. Kluge Wilhelm 19.12.1916
9. Lattner Max 17.01.1916
10. Gurth Fritz 26.01.1916
11. Schlensog Josef 16.06.1916
12. Wirsing Ernst 29.07.1916
13. Skripalle Rudolf 14.10.1916
14. Hahn Rudolf 2.02.1917
15. Troche Paul 30.04.1917
16. Skripalle Paul 22.06.1917
17. Junak Max 25.03.1918
18. Kupke Paul 29.3.1918
19. Kiesewelter Ernst 22.07.1918
20. Langner Gustav 29.08.1918
21. Skripalle Richard 2.09.1918
22. Romberg Hermann 8.10.1918
23. Grabolle Adolf 11.10.1918
24. Troche Paul 23.10.1918